# DN1
DN1 este drumul național din România care face legătura între București și Oradea. Pe tronsonul București – Brașov apar de multe ori aglomerări în trafic din cauza faptului că DN1 se folosește de asemenea pentru a ajunge la ambele aeroporturi ale Bucureștiului (Henri Coandă – Otopeni și Băneasa), cât și pe Valea Prahovei, atracție turistică. În tronsoanele București-Brașov și Turda-Borș, va fi în mare parte paralel cu Autostrada A3 (Autostrada Transilvania) atunci când va fi completată, dar și de Autostrada A13 în tronsonul Brașov-Sibiu, parțial de Autostrada A1 în tronsonul Sibiu-Sebeș, și de Autostrada A10 în tronsonul Sebeș-Turda, care atunci când toate vor fi finalizate, va reduce traficul de pe DN1.
Tronsonul din DN1 în zona de nord a Bucureștiului a fost modernizat în 2005; acum are trei benzi de circulație pe sensul de mers, două noi intersecții la Aeroportul Henri Coandă și un pod la Otopeni. Un sistem modern de radare CC-TV a fost montat pe tronsonul dintre București și Sinaia pentru a preveni accidentele și vitezele exagerate.

## Traseu
DN1 are traseu comun cu E60 între București și Brașov și de asemenea între Turda și Borș, cu E68 între Brașov și Sebeș, cu E79 între Oradea și Borș, precum și cu E81 între Veștem și Cluj-Napoca.
La ieșirea din țară (Borș), DN1 face legătura cu drumul național 42 din Ungaria (se continuă E60 și E79).
Între Veștem și Sebeș, DN1 are traseu comun cu DN7.
De la ieșirea din București și până la aeroportul Henri Coandă din Otopeni, DN1 are 6 benzi, 3 benzi pe sens; de la Otopeni până Comarnic DN1 este de 4 benzi, 2 pentru fiecare sens. La fel de la Brașov până la Codlea, de la Veștem la Miercurea Sibiului, de la Turda la Cluj și de la Oradea la Borș, DN1 are câte două benzi de sens. În rest, el are doar o bandă pe sens.

## Trafic
Zilnic, la ieșirea din București către DN 1 circulă aproximativ 53.000 de vehicule, în timp ce la intrarea în municipiul Ploiești mai ajung circa 39.000.

## Ramificații și drumuri de legătură
| CODUL DRUMULUI NAȚIONAL | TRASEUL DRUMULUI NAȚIONAL |
| ----------------------- | --- |
| DN1                     | București - Otopeni - Ciolpani - Ploiești - Băicoi - Câmpina - Breaza - Comarnic - Sinaia - Bușteni - Azuga - Predeal - Săcele - Brașov - Ghimbav - Codlea - Șercaia - Făgăraș - Cârțișoara - Avrig - Sibiu - Săliște - Miercurea Sibiului - Sebeș - Alba Iulia - Teiuș - Aiud - Turda - Cluj-Napoca - Huedin - Aleșd - Oradea - Borș |
| DN1A                    | București - Buftea - Ploiești - Boldești-Scăeni - Vălenii de Munte - Măneciu-Ungureni - Cheia - Săcele |
| DN1B                    | Ploiești - Albești-Paleologu - Mizil - Buzău |
| DN1C                    | Cluj Napoca - Apahida - Gherla - Dej - Baia Mare - Seini - Livada - Halmeu |
| DN1D                    | Urziceni - Albești-Paleologu |
| DN1E                    | Brașov - Poiana Brașov - Râșnov |
| DN1F                    | Cluj-Napoca - Zimbor - Sânmihaiu Almașului - Zalău - Hereclean - Supuru de Sus - Tășnad - Carei - Urziceni |
| DN1G                    | Huedin - Zimbor - Sânmihaiu Almașului - Tihău |
| DN1H                    | Aleșd - Nușfalău - Șimleu Silvaniei - Hereclean - Zalău - Jibou - Tihău - Răstoci |
| DN1J                    | Căpușu Mare - Nădășelu |
| DNVO1K                  | Variantă Ocolitoare Brașov |
| DN1L                    | Ciolpani - Snagov |
| DN1M                    | Palat Snagov (DJ111) - Intersecție DN1L |
| DN1N                    | Vâlcele - Sub Coastă (sector din Centura Vâlcele - Apahida) |
| DN1P                    | Uileacu de Criș - DN19E |
| DN1R                    | Huedin - Beliș - Albac |
| DN1S                    | Șercaia - Hoghiz |
| DN1T                    | Mirșid - Moigrad-Porolissum |
| DN10                    | Hărman - Întorsura Buzăului - Nehoiu - Pătârlagele - Buzău |
| DN11                    | Brașov - Hărman - Chichiș - Târgu Secuiesc - Onești - Bacău |
| DN11A                   | Onești - Adjud - Bârlad |
| DN11B                   | Târgu Secuiesc - Cozmeni |
| DN11C                   | Târgu Secuiesc - Turia - Băile Bálványos - Bixad |
| DN12                    | Chichiș - Sfântu Gheorghe - Băile Tușnad - Miercurea Ciuc - Gheorgheni - Toplița |
| DN12A                   | Miercurea Ciuc - Comănești - Dărmănești - Târgu Ocna - Onești |
| DN12B                   | Târgu Ocna - Slănic-Moldova |
| DN12C                   | Gheorgheni - Bicaz |
| DN13                    | Brașov - Feldioara - Rupea - Vânători - Sighișoara - Bălăușeri - Târgu Mureș |
| DN13A                   | Bălăușeri - Sângeorgiu de Pădure - Sovata - Praid - Bisericani - Odorheiu Secuiesc - Vlăhița - Miercurea Ciuc |
| DN13B                   | Praid - Gheorgheni |
| DN13C                   | Bisericani - Cristuru Secuiesc - Vânători |
| DN13D                   | Sovata - Săcădat |
| DN13E                   | Feldioara - Sfântu Gheorghe - Covasna - Întorsura Buzăului |
| DN14                    | Sighișoara - Dumbrăveni - Mediaș - Copșa Mică - Sibiu |
| DN14A                   | Mediaș - Târnăveni - Iernut |
| DN14B                   | Copșa Mică - Blaj - Teiuș |
| DN15                    | Turda - Câmpia Turzii - Luduș - Iernut - Ungheni - Târgu Mureș - Reghin - Toplița - Borsec - Poiana Largului - Bicaz - Piatra Neamț - Roznov - Buhuși - Bacău |
| DN15A                   | Sărățel - Breaza |
| DN15B                   | Poiana Largului - Târgu Neamț - Cristești |
| DN15C                   | Piatra Neamț - Bălăușeri - Săcălușești - Târgu Neamț - Vadu Moldovei |
| DN15D                   | Piatra Neamț - Roman - Negrești - Vaslui |
| DN15E                   | Satu Nou - Târgu Mureș |
| DN15F                   | Săcălușești - Mănăstirea Agapia |
| DN15G                   | Bălăușeri - Mănăstirea Văratec |
| DN16                    | Apahida - Satu Nou - Breaza |
| DN17                    | Dej - Beclean - Sărățel - Bistrița - Vatra Dornei - Iacobeni - Câmpulung-Moldovenesc - Frasin - Gura Humorului - Păltinoasa - Suceava |
| DN17A                   | Câmpulung-Moldovenesc - Marginea - Rădăuți - Bălcăuți |
| DN17B                   | Vatra Dornei - Broșteni - Roșeni |
| DN17C                   | Bistrița - Năsăud - Salva - Moisei |
| DN17D                   | Beclean - Salva - Năsăud - Sângeorz-Băi - Șanț - Fluturica (DN 18)(8 km V de Cârlibaba) |
| DN18                    | Baia Mare - Baia Sprie - Mara - Sighetu Marmației - Petrova - Vișeu de Sus - Moisei - Borșa - Cârlibaba - Iacobeni |
| DN18A                   | Borșa - Băile Borșa |
| DN18B                   | Baia Mare - Târgu Lăpuș - Cășeiu |
| DN19                    | Oradea - Biharia - Săcueni - Valea lui Mihai - Carei - Satu Mare - Livada - Negrești-Oaș - Sighetu Marmației |
| DN19A                   | Supuru de Sus - Ardud - Satu Mare - Petea |
| DN19B                   | Săcueni - Marghita - Chiribiș - Nușfalău |
| DN19C                   | Valea lui Mihai - frontiera cu Ungaria |
| DN19D                   | Săcueni - frontiera cu Ungaria |
| DN19E                   | Biharia - Chiribiș |
| DN19F                   | Satu Mare - Apa |